# Il delta di Venere
Il delta di Venere è un libro composto da 15 racconti erotici; scritto da Anaïs Nin è stato pubblicato nel 1977. I racconti furono composti negli anni quaranta su commissione di un cliente, conosciuto come "il collezionista", che ne faceva uso privato.
I racconti variano per lunghezza e sono legati insieme, oltre che dalla descrizione esplicita della sessualità, anche dal punto di vista femminile entro cui sono incentrati.
Nel 1995 il regista Zalman King produsse un film Il delta di Venere, basato sul libro.

## Temi trattati
Alcuni personaggi che si rivelano essere importanti per la consequenzialità del lavoro riappaiono in molte di queste storie. L'autrice si occupa di molte tematiche sessuali, alcune delle quali anche molto tabù per l'epoca, tra cui voyeurismo, violenza sessuale, incesto, omosessualità, infedeltà coniugale e pedofilia.
Nonostante i temi, mantiene focalizzata l'attenzione sullo studio e la descrizione dei vari personaggi femminili che vi si intersecano.

## Edizione italiana
- Il delta di Venere. Racconti erotici, trad. di Delfina Vezzoli, Milano: Bompiani, 1978 e seguenti

## Curiosità
Nel 1975 era già stato pubblicato il romanzo, anch'esso erotico, Delta di Venere, di Pier Sandro Zanotto, con introduzione di André Pieyre de Mandiargues.